# 青岛国际会展中心
青岛国际会展中心是一座位于中华人民共和国山东省青岛市崂山区世纪广场的多功能现代智能化展馆。

## 规模
会展中心总占地面积约25万平方米。室内总展览面积约5万平方米，可容纳3000多个标准展位；室外展场约5万平方米。

## 内部链接
- 青岛国际博览中心